# غوستا بنغتسون
غوستا بنغتسون (بالسويدية: Gösta Bengtsson)‏ هو ربان ‏ سويدي، ولد في 25 يوليو 1897 في غوتنبرغ في السويد، وتوفي في 19 يناير 1984 في ستوكهولم في السويد.

## وصلات خارجية
- غوستا بنغتسون على موقع أوليمبيديا (الإنجليزية)
- غوستا بنغتسون على موقع اللجنة الأولمبية السويدية (السويدية)